# 矢佐間恵
矢佐間 恵（やざま めぐみ、1980年7月27日 - ）は、元アナウンサー（熊本朝日放送、愛媛朝日テレビ）。血液型B型。

## 来歴
福岡県出身。西南学院大学卒業。
当初は福岡を拠点にモデルとして活動しており、『九州ウォーカー』などでモデルを務めていた。また、九州朝日放送の番組やテレビ西日本の番組に出演するなど、同エリアのローカルタレントとしても活動していた。
2005年10月に熊本朝日放送に入社。元同局アナウンサーの宮地麻理子と同期である。その後、2007年12月22日放送の『駅前TVサタブラ』において同年12月31日付で熊本朝日放送を退社することを公表した。
2008年1月に愛媛朝日テレビへ移籍。
2012年4月5日深夜放送の『Love Chu! Chu!』で自身の結婚と愛媛朝日テレビの退社を公表し、番組MCを同局アナウンサーの坂口愛美に引き継いだ。
2012年7月、結婚式を挙げる。
愛媛朝日テレビ退社後は松山市に在住で専業主婦。子供がいる。

## 人物
- ニックネームは「めっこ」[1]。
- 好きなものは猫[1]。

## 出演

### タレント時代
- アサデス。KBC（九州朝日放送、スポーツコーナー「SPORTS・キラリ」）
- 七人の御託（テレビ西日本）

### 熊本朝日放送
- スーパーJ KABニューストレイン（「赤く燃えろ!ロッソ熊本」のコーナー、気象情報コーナー）
- KABニュース
- アナステ
- 駅前TVサタブラ（2007年4月7日 - 同年12月22日）

### 愛媛朝日テレビ
- eatニュースBOX （月曜・火曜キャスター）[4]
- アナろぐ!
- Love Chu! Chu!
- eatニュースBOX WIDE[1]
- スーパーJチャンネルえひめ（金曜キャスター）
- eatニュース